# Inishowen
Inishowen (irisch: Inis Eoghain) ist die größte Halbinsel Irlands und liegt im County Donegal. An der Spitze von Inishowen befindet sich Malin Head, der nördlichste Punkt Irlands. Die Küste von Inishowen bietet mit Klippen und Stränden malerische Ausblicke auf den Atlantischen Ozean.
Außer vom Atlantischen Ozean im Norden wird Inishowen im Osten vom Lough Foyle und im Westen vom Lough Swilly begrenzt; die Landverbindung zum Rest der Grafschaft Donegal bildet den Süden der Halbinsel.
Die meisten Einwohner leben am Rand der Halbinsel in der Nähe der Küste. Das Innere besteht großteils aus Hügelketten mit der höchsten Erhebung, dem Slieve Snaght, mit etwas über 600 m. Aufgrund der nördlichen Lage ist es hier im Sommer zumeist etwas kühler als im restlichen Irland, im Winter dafür aber meist auch etwas wärmer.
Von einigen Hafenorten, z. B. von Greencastle, Bunagee und Leenan aus wird noch kommerzieller Fischfang betrieben. Eine Fähre fährt in der Hochsaison von Moville über den Lough Foyle nach Magilligan (Nordirland, Grafschaft Derry), wo ein Martello Tower steht. Eine weitere verbindet Buncrana über den Lough Swilly mit Rathmullan auf der Halbinsel Fanad im Westen. Im Ort Fahan gibt es einen kleinen Yachthafen.

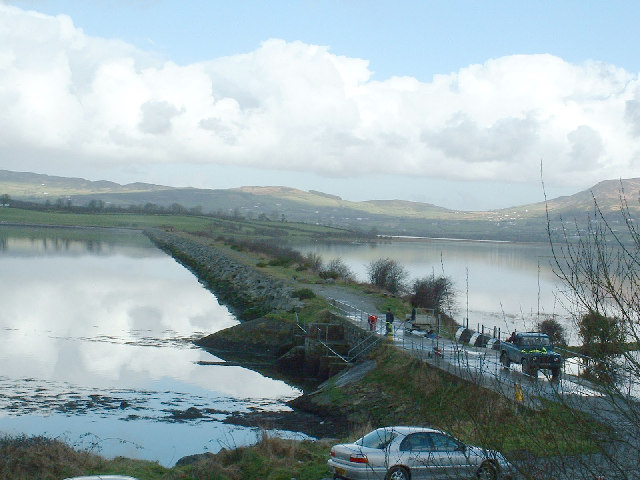
Damm nach Inch Island

Vor der Küste Inishowens liegen einige kleine (heute) unbewohnte Inseln, z. B. Inishtrahull und die Glashedy Islands. Inch Island ist genau genommen keine Insel mehr, da es, südlich von Fahan, eine Verbindung über einen Damm zum Land besitzt.

## Legenden

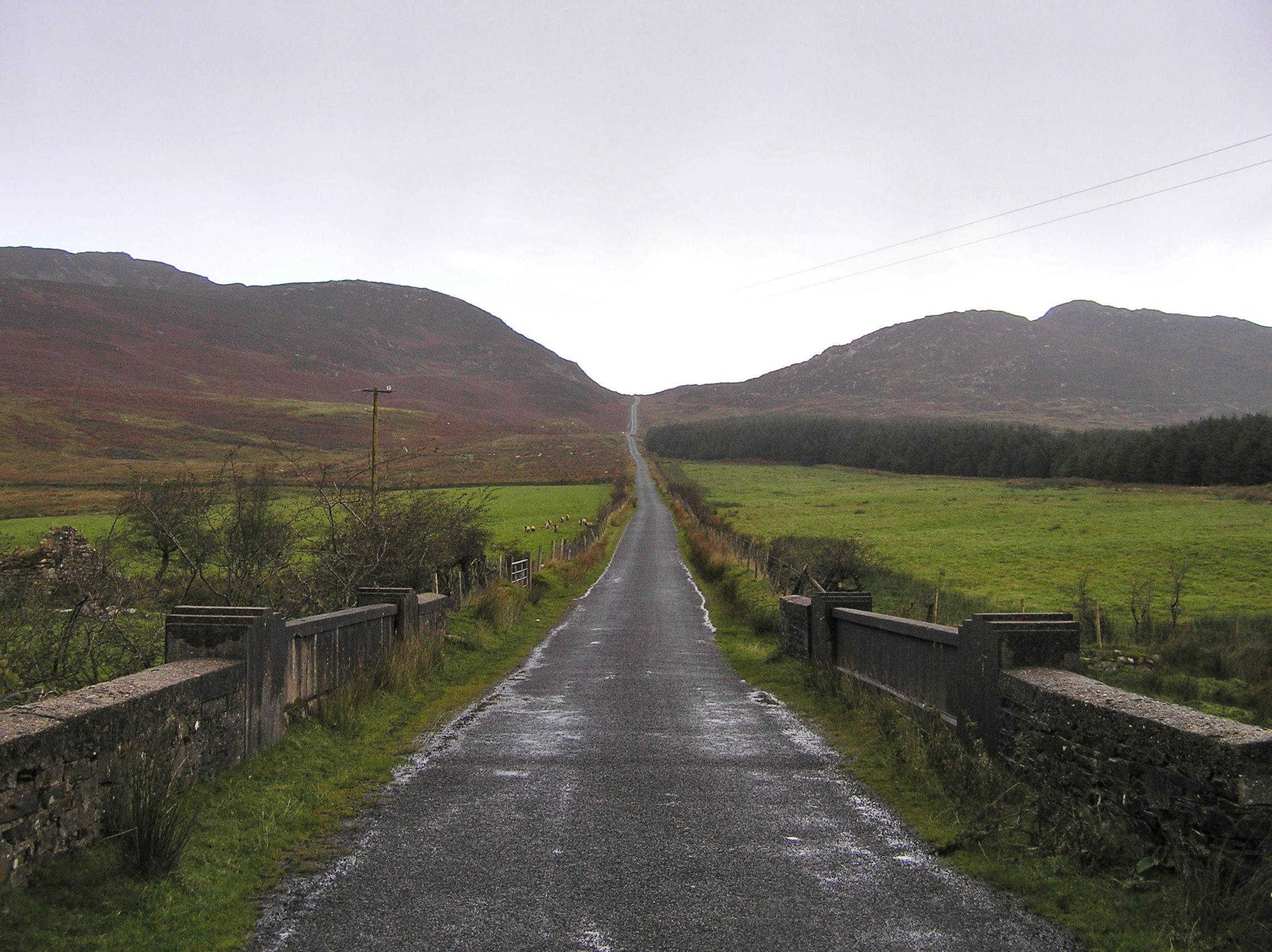
Gap of Mamore

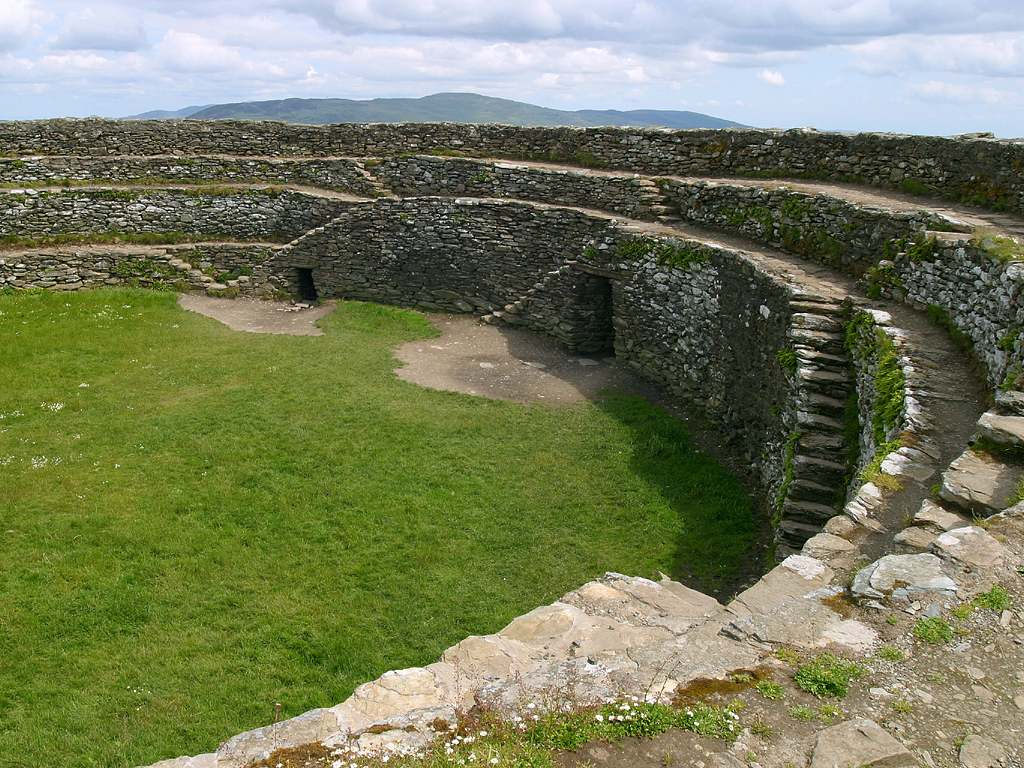
Grianán von Aileach

Der Name Inis Eoghain (Die Insel des Eoghan) stammt von Eoghan, Sohn von Níall Nóigíallach („Niall der neun Geiseln“ – ein sagenhafter irischer Hochkönig). Sein Name findet sich auch in dem der Grafschaft Tyrone (irisch: Tír Eoghain). Inis Eoghain ist das Heimatland des Clans der Mac Lochlainn (Nachkommen des Stammes der Eoghan), einem Clan, der so bemerkenswert anwuchs, dass er vom König von Limerick angegriffen wurde. Der König kam nach Aileach, ordnete dessen Zerstörung an und befahl, dass jeder Soldat einen Stein des Forts mitnehme, damit es nicht wieder aufgebaut werden könne. Nach dem Fall des Mac Lochlainn-Clans übernahm der Ó Dochartaigh-Clan (der sein ursprüngliches Heimatland in der Laggan-Gegend von Tír Conaill verlor) die Vorherrschaft auf Inishowen.
Auf Inishowen befinden sich viele historische Monumente, die bis auf die früheste Besiedlung zurückdatiert werden, z. B. das berühmte Ringfort Grianán von Aileach und die Ruinen einiger Burgen. Zu den bekannten Burgruinen zählen Carrickabraghey auf der Insel Doagh, die normannische Burg in Greencastle, Inch Castle, Buncrana Castle und Elagh Castle.
Historisch gesehen umfasste Inishowen auch das Gebiet östlich des River Foyle (Grafschaft Derry – Nordirland) mit der Stadt Derry.

## Besiedlung und Politik
Bei der Volkszählung im Jahr 2002 lebten auf Inishowen 31.828 Menschen, was einem Zuwachs von 8,4 % gegenüber 1996 entsprach. Inishowen ist Teil des Wahlkreises Donegal North Eath, der drei Teachta Dála wählt. Auf Grafschaftsebene bildet Inishowen einen eigenen Wahlkreis.

## Inis Eoghain 100
Inis Eoghain 100 ist die Bezeichnung einer Fahrtstrecke, die über 100 Meilen (ca. 160 km) in Küstennähe rund um die Halbinsel führt; sie ist in vielen Reiseführern verzeichnet. Die Strecke beginnt und endet im Ort Burnfoot im Süden der Halbinsel. Die Strecke ist zwar sehr sehenswert, aber (wie so oft in Irland) oft mehr schlecht als recht ausgeschildert und beinhaltet diverse sehr enge Straßen, uneinsehbare Kurven und abenteuerliche Anstiege und Gefälle.

## Sehenswürdigkeiten
- Burt Castle (im Besitz des Clans O’Doherty[1])
- Carndonagh (Cross-Slab)
- Carrowmore Keltenkreuze
- Clona (Kirche und Keltenkreuz)
- Grianán von Aileagh – ein Ringfort
- Fahan (Cross-Slab und Keltenkreuz)
- Malin Head – Irlands nördlichster Punkt
- Dunree Fort (heute ein Militärmuseum) und Neds Point Fort im Westen der Halbinsel
- Gap of Mamore – eine Passstraße mit bis zu 30 % (!) Steigung

## Orte auf Inishowen
- Buncrana
- Carndonagh
- Carrowkeel (Donegal)
- Carrowmore (Donegal)

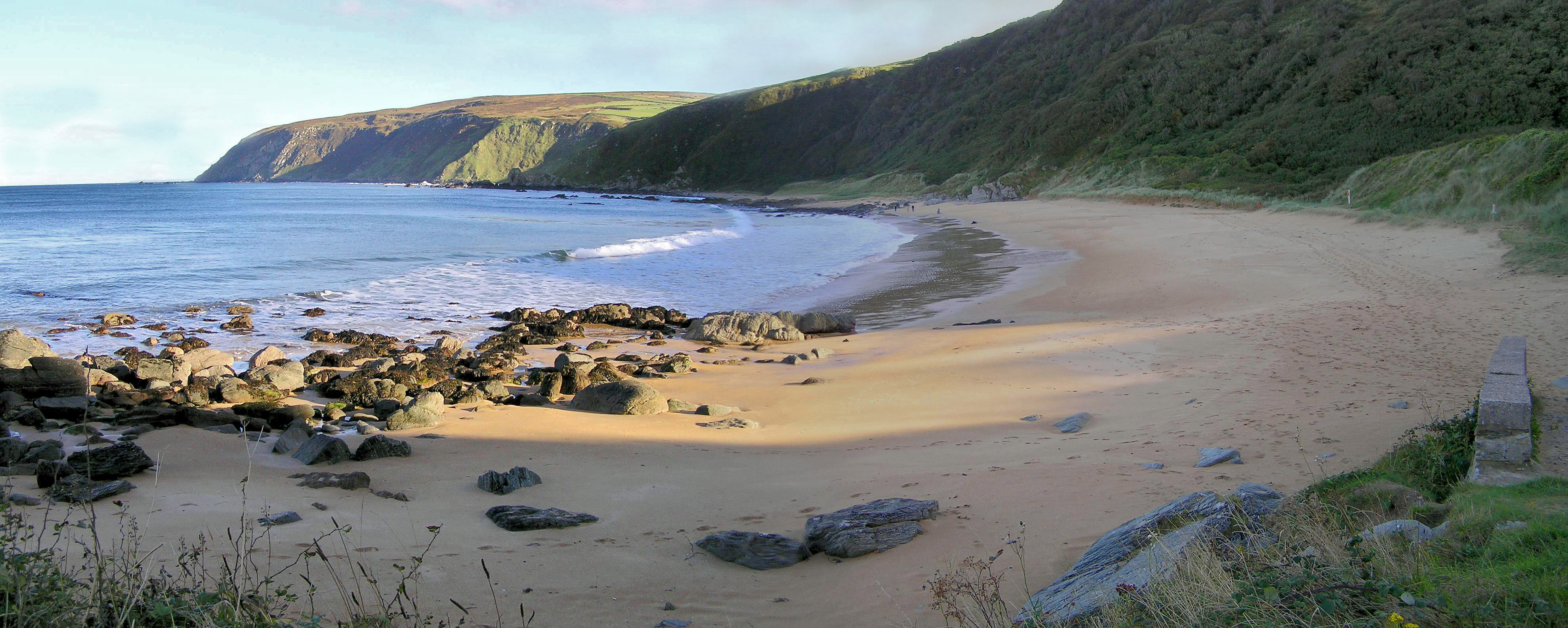
Strand auf Inishowen

- Clonmany mit einem 2008 ausgegrabenen Souterrain
- Culdaff
- Fahan
- Greencastle
- Malin
- Moville
- Redcastle